# Ascalenia
Ascalenia ist eine Gattung von Schmetterlingen aus der Familie der Prachtfalter (Cosmopterigidae).

## Merkmale
Der Kopf der Falter ist glatt beschuppt. Die Fühler sind 3/4 bis 4/5 so lang wie die Vorderflügel. Das Fühlerbasisglied (Scapus) ist kurz und ziemlich breit. Die Labialpalpen sind zylindrisch und gestreckt. Die Vorderflügel sind lanzettlich und distal leicht verjüngt. Sie haben eine graubraune Grundfärbung und sich häufig mit dunklen Flecken und undeutlichen helleren Flecken oder Binden versehen. Die Hinterflügel sind sehr schmal und weniger als halb so breit wie die Vorderflügel.
Bei den Männchen ist der Uncus lang, schmal und gebogen. Das Tegumen ist sehr kurz und breit. Die Valven sind kräftig und haben manchmal Fortsätze, die mit langen Borsten, Härchen oder Stacheln versehen sind. Der Aedeagus ist gerade oder gekrümmt, Cornuti fehlen.
Bei den Weibchen sind die Apophysen ungefähr gleich lang. Das Ostium befindet sich am vorderen Teil der schlitzförmigen Ausbuchtung des siebenten Sternits und unter der großen Falte des Hinterrandes des sechsten Sternits. Es ist von rundlichen oder beulenförmigen Sklerotisierungen mit netzförmigen oder nadelförmigen Strukturen umgeben. Der Ductus bursae ist schmal bis ziemlich breit. Er verläuft in ein oder mehreren Windungen und hat ein sklerotisiertes Längsband. Das Corpus bursae ist rundlich und manchmal mit Kammstrukturen bedeckt. Er hat zwei kleine trichterförmige oder hornförmige Signa.

## Verbreitung
Die Gattung ist in ariden und semiariden Regionen der Alten Welt zahlreich vertreten, beispielsweise in den Wüsten Nordafrikas, im Nahen Osten, im Mittleren Osten und in Zentralasien.

## Biologie
Die Biologie ist nur bei wenigen Arten bekannt. Die Raupen bohren in den Samenkapseln oder Zweigen von Tamariskengewächsen (Tamaricaceae), Knöterichgewächsen (Polygonaceae), Mimosengewächsen (Mimosaceae) und Hülsenfrüchtlern (Fabaceae). Einige Arten rufen Pflanzengallen hervor.

## Systematik
- Ascalenia acaciella Chrétien, 1915[1][2][3]
- Ascalenia albitergis Meyrick, 1926[4]
- Ascalenia antiqua Meyrick, 1925[1][2]
- Ascalenia archaica Meyrick, 1917
- Ascalenia beieri Kasy, 1968[5][2]
- Ascalenia bialbipunctella Legrand, 1965
- Ascalenia bifasciella Chrétien, 1915[1][2]
- Ascalenia callynella Kasy, 1968[4][2]
- Ascalenia cafrina  Bippus, 2021[6]
- Ascalenia ceanothiella Meyrick, 1915
- Ascalenia centropselia Meyrick, 1931
- Ascalenia crypsiloga Meyrick, 1915
- Ascalenia decolorella Sinev, 1984[7]
- Ascalenia echidnias (Meyrick, 1891)[1]
- Ascalenia epicrypta Meyrick, 1915
- Ascalenia exodroma (Meyrick, 1897)
- Ascalenia gastrocosma Meyrick, 1931[2]
- Ascalenia grisella Kusnetzov, 1957[2]
- Ascalenia heterosticta Meyrick, 1917
- Ascalenia icriota Meyrick, 1915
- Ascalenia imbella Kasy, 1975[8]
- Ascalenia isotacta Meyrick, 1911
- Ascalenia jerichoella Amsel, 1935[1][2]
- Ascalenia kabulella Kasy, 1969[2][3]
- Ascalenia kairaella Kasy, 1969[4][2]
- Ascalenia liparophanes Meyrick, 1932
- Ascalenia melanogastra (Meyrick, 1918)[4]
- Ascalenia molifera Meyrick, 1915
- Ascalenia nudicornis (Meyrick, 1913)[4]
- Ascalenia pachnodes (Meyrick, 1917)[5][2][8]
- Ascalenia pancrypta (Meyrick, 1915)[9]
- Ascalenia phalacra Meyrick, 1909
- Ascalenia phaneracma Meyrick, 1921[4]
- Ascalenia plumbata (Meyrick, 1915)[9]
- Ascalenia praediata Meyrick, 1922[9]
- Ascalenia pseudofusella Legrand, 1965
- Ascalenia pulverata (Meyrick, 1913)[4]
- Ascalenia revelata Meyrick, 1922[9]
- Ascalenia scotochalca Meyrick, 1934
- Ascalenia secretifera Meyrick, 1932[4]
- Ascalenia semnostola (Meyrick, 1897)
- Ascalenia sirjanella Kasy, 1975[8]
- Ascalenia spermatica Meyrick, 1915
- Ascalenia staurocentra (Meyrick, 1915)[4]
- Ascalenia subusta Meyrick, 1921
- Ascalenia synclina Meyrick, 1908
- Ascalenia thoracista Meyrick, 1915
- Ascalenia unifasciella Kasy, 1969[2][3]
- Ascalenia vadata Meyrick, 1922[9]
- Ascalenia vanella (Frey, 1860)[1][2]
- Ascalenia vanelloides Gerasimov, 1930[1][2]
- Ascalenia viviparella Kasy, 1969[1][3]

## Belege
1. 1 2 3 4 5 6 7 8 9 10 11  J. C. Koster, S. Yu. Sinev: Momphidae, Batrachedridae, Stathmopodidae, Agonoxenidae, Cosmopterigidae, Chrysopeleiidae. In: P. Huemer, O. Karsholt, L. Lyneborg (Hrsg.): Microlepidoptera of Europe. 1. Auflage. Band 5. Apollo Books, Stenstrup 2003, ISBN 87-88757-66-8, S. 177 (englisch).
2. 1 2 3 4 5 6 7 8 9 10 11 12 13 14  Friedrich Kasy (1969): Vorläufige Revision der Gattung Ascalenia Wocke (Lepidoptera, Walshiidae). Annalen des Naturhistorischen Museums Wien 73: S. 339–375 (zobodat.at [PDF]).
3. 1 2 3 4  Sjaak (J.C.) Koster (2008): Notes on the Cosmopterigidae (Lepidoptera) of Afghanistan and Jammu & Kashmir, India with descriptions of two new species. Zoologische Mededelingen Leiden 82 (12): S. 91–102.
4. 1 2 3 4 5 6 7 8 9  Afromoths - Ascalenia Wocke, 1876. Belgian Biodivercity Platform, abgerufen am 26. März 2012.
5. 1 2  Friedrich Kasy (1968): Ergebnisse der zoologischen Nubien-Expedition 1962. Annalen des naturhistorischen Museums Wien 72: S. 497–525 (zobodat.at [PDF]).
6. ↑  afromoths.net
7. ↑  Ascalenia bei Fauna Europaea. Archiviert vom Original im Internet Archive. Abgerufen am 26. März 2012
8. 1 2 3  Friedrich Kasy (1975): Ein weiterer Beitrag zur Kenntnis der Walshiidae-Fauna von Südpersien (Lepidoptera). Annalen des Naturhistorischen Museums Wien 79: S. 237–244 (zobodat.at [PDF]).
9. 1 2 3 4 5  Revised Checklist of Cosmopterigidae in Neotropical Region. Mississippi Entomological Museum, abgerufen am 26. März 2012.